# Plänterwald
Plänterwald, på tyska formellt Berlin-Plänterwald, är en stadsdel (tyska: Ortsteil) i östra Berlin i Tyskland. Stadsdelen har 10 891 invånare (juni 2014). Administrativt utgör stadsdelen en del av stadsdelsområdet Treptow-Köpenick.

## Geografi
I stadsdelen finns den nedlagda nöjesparken Spreepark och en station för Berlins pendeltåg, kallad Plänterwald.

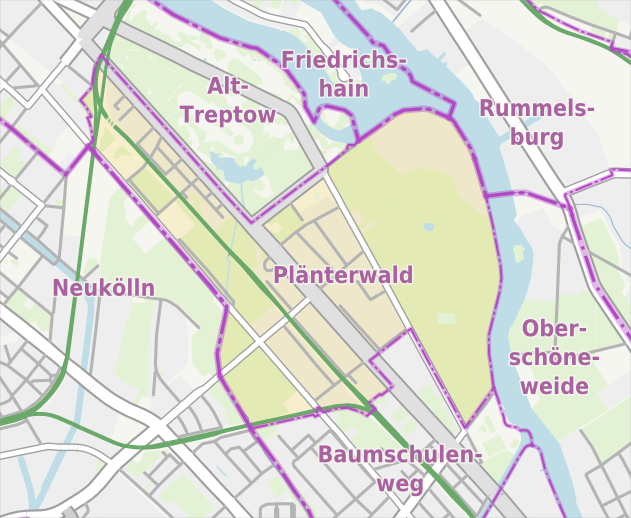
Karta över stadsdelen.

## Historia
Stadsdelen är relativt ny som administrativ stadsdel och skapades 1997 ur områden som tidigare räknats till stadsdelarna Alt-Treptow och Baumschulenweg. Namnet togs från den skogsodling i nordöstra delen av området som anlades på 1700-talet och som givit namn åt bostadsområdet i sydvästra delen av stadsdelen. Sedan 1876 utgör skogen den östra delen av parken Treptower Park. Under Östtyskland låg här ett populärt nöjesfält, den sedan 2001 nedlagda Spreepark. Stadsdelens sydvästra gräns var 1961-1989 avdelad från stadsdelen Neukölln i Västberlin av Berlinmuren.